# Lijst van Stolpersteine in Leiderdorp
De lijst van Stolpersteine in Leiderdorp geeft een overzicht van de gedenkstenen in de gemeente Leiderdorp in de Nederlandse provincie Zuid-Holland die zijn geplaatst in het kader van het Stolpersteine-project van de Duitse beeldhouwer-kunstenaar Gunter Demnig.
Stolpersteine zijn opgedragen aan slachtoffers van het nationaalsocialisme, al diegenen die zijn vervolgd, gedeporteerd, vermoord, gedwongen te emigreren of tot zelfmoord gedreven door het nazi-regime. Demnig legt voor elk slachtoffer een aparte steen, meestal voor de laatste zelfgekozen woning.
Omdat het Stolpersteine-project doorloopt, kan deze lijst onvolledig zijn.

## Stolpersteine
In Leiderdorp liggen zes Stolpersteine voor de familie Van Hoorn-Italiaander.
| Afbeelding | Inscriptie | Adres           | Herdachte persoon                        |
| ---------- | --- | --------------- | ---------------------------------------- |
|            | HIER WOONDE BAREND VAN HOORN GEB. 1870 GEDEPORTEERD 1943 UIT WESTERBORK VERMOORD 14.5.1943 SOBIBOR              | Koningstraat 60 | Barend van Hoorn (1870-1943)             |
|            | HIER WOONDE CAROLINA VAN HOORN GEB. 1903 GEDEPORTEERD 1943 UIT WESTERBORK VERMOORD 24.9.1943 AUSCHWITZ          | Koningstraat 60 | Carolina van Hoorn (1903-1943)           |
|            | HIER WOONDE JACOB VAN HOORN GEB. 1909 GEDEPORTEERD 1942 UIT WESTERBORK VERMOORD 30.9.1942 AUSCHWITZ             | Koningstraat 60 | Jacob van Hoorn (1909-1942)              |
|            | HIER WOONDE SALOMON VAN HOORN GEB. 1900 GEDEPORTEERD 1942 UIT WESTERBORK VERMOORD 30.9.1942 AUSCHWITZ           | Koningstraat 60 | Salomon van Hoorn (1900-1942)            |
|            | HIER WOONDE SIMON VAN HOORN GEB. 1906 GEDEPORTEERD 1942 UIT WESTERBORK VERMOORD 30.9.1942 AUSCHWITZ             | Koningstraat 60 | Simon van Hoorn (1906-1942)              |
|            | HIER WOONDE HESTER VAN HOORN- ITALIAANDER GEB. 1866 GEDEPORTEERD 1942 UIT WESTERBORK VERMOORD 14.5.1943 SOBIBOR | Koningstraat 60 | Hester van Hoorn-Italiaander (1866-1943) |

Naast de vier kinderen die hier met Stolpersteine zijn geëerd, hadden Barend en Hester van Hoorn nog twee kinderen, Levij Barend van Hoorn (1893-1943) en Sophia van Hoorn-van Hoorn (1904-1943), die beiden in Auschwitz zijn vermoord. Zij woonden op het moment van de deportatie niet meer bij hun ouders.

## Plaatsingen
- 9 september 2023: zes Stolpersteine op Koningstraat 60